# Hydroidolina
Hydroidolina je podklasa Hydrozoa i čini 90% klase. Kontroverze su oko toga ko su sestrinske grupe Hydroidolina. Istraživanje je pokazalo da tri reda konzistentno ostaju kao direktni srodnici: Siphonophorae, Anthoathecata, and Leptothecata.